# Мониторы типа «Эберкромби»
Тип «Эберкромби» (англ. Abercrombie class monitors) — серия британских мониторов периода Первой мировой войны. Создание кораблей этого типа было вызвано опытом использования устаревших броненосцев и кораблей других типов для обстрела германских позиций на бельгийском побережье в 1914 году, показавшим отсутствие у британского флота подходящих кораблей для этой задачи. Мониторы были спроектированы под четыре закупленные в США башни, высвободившиеся после прекращения строительства линкора «Саламис», и для обеспечения дешевизны и скорости ввода в строй строились с использованием доступных силовых установок от коммерческих судов. Главный их недостаток — слабые машины и, соответственно, малая скорость хода, оказавшаяся существенно ниже проектных 10 узлов.

## Строительство
Строительство четырёх заказанных мониторов типа «Эберкромби» было осуществлено в течение полугода, с декабря 1914 по июнь 1915 года. При закладке мониторы получили лишь номера, но в феврале 1915 года им были присвоены названия в честь военных деятелей США, из-за американских башен главного калибра, легших в основу проекта. По политическим причинам, однако, в мае того же года мониторы были вновь переименованы, с присвоением исторических британских названий. В ходе войны мониторы типа «Эберкромби» переоборудовались, с установкой на них различных дополнительных малокалиберных орудий. Хотя проектом предусматривалось размещение на мониторах гидросамолёта для корректировки огня, реально корабли ими оснащались лишь эпизодически, прежде всего вследствие того, что обычно в их распоряжении имелась поддержка береговой авиации.

## Конструкция
14-дюймовое орудие Mk II и его двухорудийная установка, применённые в первых больших мониторах, заметно отличались от 13,5-дюймового орудия, и были практически идентичны 14-дюймовому 45-калиберному орудию ВМС США.
Орудия главного калибра скреплялось 10 кольцами, повторяя британскую конструкцию 20-летней давности применённую на BL 9.2-inch Mk II.
Снаряды размещались вертикально в погребе носиком вниз и перемещались в этом положении как на нижнем, так и на верхнем подъёмниках, поворачиваясь в горизонтальное положение только внутри самой артиллерийской рубки для заряжания на нулевом возвышении. Заряды сначала поднимались с помощью лебедки из погреба, а затем вручную досылались в казенную часть четырьмя четвертными зарядами; затем затвор закрывался вручную. Потребность в электроэнергии была значительной: двигатели, подъемники и вентиляторы потребляли 209 кВт. Хотя на британских установках было мало обычных обширных функций безопасности и блокировок, серьезных аварий на службе RN, похоже, не произошло. Крепления оказались надежными и простыми в эксплуатации, тем более что скорострельность была преднамеренно низкой; около одного выстрела на башню за 2,5 минуты, что давало время для внесения исправлений.
Орудия никогда не стреляли с номинальной начальной скоростью и дальностью стрельбы. Как правило, потеря начальной скорости составляла около 150 футов/сек, что соответствовало падению примерно на 2000 ярдов максимальной дальности. Уменьшение было настолько большим по сравнению с официальными таблицами дальности, что DNO запросило предоставление пересмотренных таблиц в 1917 году.
Корабли имели общую длину 102 м (97,54 м между перпендикулярами), общую ширину 27,5 м (с «булями»; ширина самого корпуса составляла 18,29 м) и осадку 3,05 м. Полное водоизмещение составляло 6150 дл. т, легкое — 5300 дл. т.

## Служба
Первоначально, в феврале 1915 года, корабли получили буквенно-цифровые обозначения М1 — М4, а затем, в том же месяце, они получили имена в честь американских военачальников периода Гражданской войны: адмирала Дэвида Фаррагута, генерала Улисса Гранта, генерала Роберта Э. Ли и генерала Томаса Джексона. Однако власти США выразили протест, ссылаясь на свой нейтралитет, поэтому 31 мая мониторы вернулись к исходному наименованию. С 19 по 23 июня с одобрения короля Георга V кораблям были присвоены имена британских военачальников XIX века: генерала Ральфа Аберкромби, генерала Генри Хэвлока, фельдмаршала лорда Рэглана и фельдмаршала Фредерика Робертса.
Стоимость одного корабля составляла примерно 550 000 £, включая 215 000 £ на постройку и 335 000 фунтов стерлингов на импортное оружие и боеприпасы.
Большую часть своей службы мониторы типа «Эберкромби» провели на Средиземном море и в сентябре 1915 года были сведены в 1-й дивизион Особой эскадры. Мониторы типа «Эберкромби» использовались британским флотом в ходе Дарданелльской операции, а также ряде других операций в Восточном Средиземноморье, при этом «Рэглен» был потоплен германским линейным крейсером «Гёбен» и лёгким крейсером «Бреслау» в 1918 году. Остальные мониторы с января 1916 года были постепенно возвращены в Великобританию и использовались для охраны побережья. В апреле—мае 1919 года мониторы были выведены в резерв и разоружены, в последующие годы корабли серии использовались как вспомогательные и опытовые суда до своего окончательного снятия с вооружения и продажи на слом в 1927—1936 годах.

## Представители
| Название                 | Верфь                    | Закладка        | Спуск на воду  | Вступление в строй | Судьба                                                 |
| ------------------------ | ------------------------ | --------------- | -------------- | ------------------ | ------------------------------------------------------ |
| «Эберкромби» Abercrombie | Harland & Wolff, Белфаст | 12 декабря 1914 | 15 апреля 1915 | май 1915           | продан на слом в 1927                                  |
| «Хэвлок» Havelock        | Harland & Wolff, Белфаст | 12 декабря 1914 | 29 апреля 1915 | июнь 1915          | продан на слом в 1927                                  |
| «Рэглен» Raglan          | Harland & Wolff, Гован   | 1 декабря 1914  | 29 апреля 1915 | июнь 1915          | потоплен крейсерами «Гёбен» и «Бреслау» 20 января 1918 |
| «Робертс» Roberts        | Swan Hunter              | 17 декабря 1914 | 15 апреля 1915 | июнь 1915          | продан на слом в 1936                                  |